# Myriam Portela
Myriam Nogueira Portela Nunes (Rio de Janeiro, 15 de dezembro de 1932 — Teresina, 7 de abril de 2020), foi uma advogada e política brasileira. Em 1986, foi a primeira mulher a ser eleita deputada federal pelo estado do Piauí, além de ex-primeira-dama do estado piauiense.

## Dados biográficos

Assinatura de Myriam Portela, a última de cima para baixo, como constituinte na Constituição 1988. Arquivo Nacional

Filha de Olavo Nogueira e Iracema Azevedo. Advogada, formada pela Universidade Federal do Piauí em 1978 e funcionária do Tribunal Regional Eleitoral no respectivo estado. Presidente da Federação das Bandeirantes do Brasil, foi primeira-dama do Piauí durante o governo de Lucídio Portela presidindo a Comissão de Assistência Comunitária (CAC), precursora do Serviço Social do Estado (SERSE) e da Secretaria de Ação Social e Cidadania. Disputou sua primeira eleição como candidata à prefeitura de Teresina pelo, PDS 1985, ficando em terceiro lugar.
Em 1986, Myriam Portela viu seu marido ser eleito vice-governador do estado na chapa de Alberto Silva e ela própria foi eleita deputada federal com cerca de setenta por cento de sua votação oriunda de Teresina, o que não impediu uma nova derrota na disputa pela prefeitura da cidade em 1988, quando inicialmente cotada para ser vice-prefeita na chapa de Heráclito Fortes, terminou novamente na terceira posição. Pouco antes das eleições presidenciais de 1989, anunciou seu apoio à candidatura do senador Mário Covas e se filiou ao PSDB, onde foi eleita suplente de deputado federal em 1990 e perdeu a eleição para vereadora de Teresina em 1992. Nomeada secretária da Criança e do Adolescente, na terceira administração Wall Ferraz, em 1993, permaneceu no cargo por oito anos abrangendo também as administrações de Francisco Gerardo e a primeira administração Firmino Filho. Presidiu também o PSDB Mulher no estado do Piauí.
Sogra do senador Ciro Nogueira e mãe da deputada federal Iracema Portela.

## Pioneirismo
Myriam Portela, figura entre as pioneiras femininas na política do estado, pois foi a primeira mulher a obter o mandato de deputado federal pelo Piauí  em 15 de novembro de 1986, com 27.490 votos, dos quais 18.803 (68,40%) obtidos em Teresina, sendo que a primeira deputada estadual do Piauí foi a professora Josefina Costa, eleita pela ARENA em 1970. Desde então, o eleitorado piauiense sufragou o nome de mais duas deputadas federais e dez deputadas estaduais, sendo que o recorde de votação absoluta para a Assembleia Legislativa do Piauí foi estabelecido por Lilian Martins com 66.529 votos (3,99% do total) em 2010.

## Museu do Piauí
Em 1981, como primeira-dama do estado, se engajou na criação da Associação de Amigos do Museu do Piauí juntamente com a professora Lourdinha Brandão, esposa do então secretário de Cultura do estado, Wilson de Andrade Brandão.